# 池田メルダ
池田 メルダ（いけだ メルダ、2000年2月6日 - ）は、日本のタレント、グラビアアイドル。埼玉県出身。アイドルグループ・#ババババンビの元メンバー。

## 略歴
2015年1月29日 - 3月14日、オーディション番組「ザ・ラストヒロイン〜ワルキューレの審判〜」に出演した。
高校卒業後、ゼロイチファミリアに所属。
2020年1月30日、アイドルグループ「#ババババンビ」のメンバーとしての活動をスタート。
2023年5月24日、#ババババンビを卒業。

## 人物
- 日本人とインドネシア人のハーフ。
- #ババババンビ時代のメンバーカラーは緑。

## 出演

### ドキュメンタリー
- ザ・ラストヒロイン〜ワルキューレの審判〜（2015年1月29日 - 3月14日、東海テレビ）

### 雑誌
- blt graph. vol.81（2022年7月20日、東京ニュース通信社）[5][6]
- ヤングアニマル 17号（2022年8月26日、白泉社） - 巻末グラビア[7][8]
- 週刊プレイボーイ 37号（2022年8月29日、集英社） - 巻末グラビア「もう隠せない」[9][10][11]
- Platinum FLASH vol.20（2022年10月27日、光文社） - 吉沢朱音と共演[12]

## 作品

### デジタル写真集
- もう隠せない（2022年8月29日、集英社、撮影：鈴木ゴータ）[13]
- マシンガンBODY!!!（2022年10月31日、集英社、撮影：Takeo Dec.・大藪達也）[14]